# Орпири
Орпири (груз. ორპირი) — село в Грузии, на территории Ткибульского муниципалитета края (мхаре) Имеретия.

## География
Село находится в западной части Грузии, на берегах реки Цкалцителы, на расстоянии 22 километров к западу от города Ткибули, административного центра муниципалитета. Абсолютная высота — 272 метра над уровнем моря.

## Население
По результатам официальной переписи населения 2014 года, в Орпири проживало 936 человек (466 мужчин и 470 женщин). В национальной структуре населения грузины составляли 99,9 %, украинцы — 0,1 %.
| Год  | Население, человек |
| ---- | ------------------ |
| 2002 | 929                |
| 2014 | ↗ 936              |